# Filformat
Et filformat er en måde at indkode information på med henblik på at gemme det i en fil. Filformatet specificerer, hvordan bits bruges til at indkode information i et digitalt lagerings-medium.
Filformater kan være tilgængelige under forskellige licenser eller tilladelser, og der findes både åbne og lukkede (dvs. med begrænsede tilladelser) filformater.